# Kazimierz Skórkowski
Kazimierz Skórkowski herbu Jelita – stolnik opoczyński w 1793 roku, podczaszy opoczyński w latach 1788–1793.
Był konsyliarzem województwa sandomierskiego i konsyliarzem konfederacji generalnej koronnej w konfederacji targowickiej.